# Sistema nervoso parassimpático
Chama-se sistema nervoso parassimpático a parte do sistema nervoso autônomo cujos neurônios se localizam no tronco cerebral ou na medula sacral, segmentos S2, S3 e S4. É o responsável por estimular ações que permitem ao organismo responder a situações de calma, como saciedade, repouso e digestão. Essas ações são: a desaceleração dos batimentos cardíacos, diminuição da pressão arterial, a diminuição da adrenalina e açúcar no sangue.
No tronco cerebral, o sistema nervoso parassimpático é formado mais especificamente pelos dois núcleos de nervos cranianos, que por sua vez participam da formação dos seguintes pares de nervos cranianos:
- núcleo de Edinger-Westphal - nervo oculomotor (III)
- núcleo salivatório superior - nervo facial (VII)
- núcleo salivatório inferior - nervo glossofaríngeo (IX)
- núcleo motor dorsal do vago - nervo vago (X)
- núcleo ambíguo - nervo vago (X)

Assim como o sistema nervoso simpático, o parassimpático também apresenta uma via com dois neurônios: neurônio pré ganglionar, localizado nos locais acima descritos e o neurônio pós ganglionar, situado em um gânglio nervoso, próximo ao órgão final de ação. A localização dos gânglios pertencentes ao sistema parassimpático, porém, é geralmente perto dos órgãos-alvo, podendo chegar até a estarem dentro destes órgãos.
O neurotransmissor tanto da fibra pré ganglionar como da pós ganglionar é a acetilcolina, e os receptores podem ser nicotínicos ou muscarínicos.

## Localização
A área parassimpática, no tronco cerebral, parte dos pares de nervos cranianos III, VII, IX e principalmente do X. 
| par de nervos cranianos | Nome do par    | Função |
| ----------------------- | -------------- | --- |
| III                     | Oculomotor     | coordenação do músculo ciliar, do esfíncter da pupila e de quase todos os músculos extrínsecos do bulbo do olho, à exceção do músculo oblíquo superior do bulbo ocular e do músculo reto lateral, que estão a cargo do par IV e VI, respetivamente. |
| VII                     | facial         | controla os músculos faciais, permitindo também, a percepção gustativa no terço anterior da língua |
| IX                      | glossofaríngeo | responsável pela percepção gustativa no terço posterior da língua, bem como, pelas percepções sensoriais da laringe, palato e faringe |
| X                       | Vago           | integra as sensações da orelha, faringe, laringe, tórax (vísceras torácicas) e estômago, rins, uretra (vísceras abdominais). É neste último nervo que se encontram cerca de 75% das fibras parassimpáticas.                                         |

Na parte inferior da espinal medula, as fibras derivam do segundo e terceiro nervo sacral e em alguns pontos do primeiro e do quarto nervo.

## Funções

### Sensorial
As fibras aferentes do sistema nervoso autônomo, que transmitem informações sensoriais dos órgãos internos do corpo de volta ao sistema nervoso central, não são divididas em fibras parassimpáticas e simpáticas como as fibras eferentes. Em vez disso, a informação sensorial autonômica é conduzida por fibras aferentes viscerais gerais.
As sensações viscerais aferentes gerais são principalmente sensações de reflexo motor visceral inconsciente de órgãos ocos e glândulas que são transmitidas ao SNC. Embora os arcos reflexos inconscientes normalmente sejam indetectáveis, em certos casos eles podem enviar sensações de dor ao sistema nervoso central mascaradas como dor referida. Se a cavidade peritoneal ficar inflamada ou se o intestino se distender repentinamente, o corpo interpretará o estímulo de dor aferente como de origem somática. Essa dor geralmente não é localizada. A dor também é geralmente referida a dermátomos que estão no mesmo nível do nervo espinhal que a sinapse aferente visceral.

### Efeitos vasculares
A freqüência cardíaca é amplamente controlada pela atividade do marca-passo natural do coração. Considerando um coração saudável, o principal marcapasso é uma coleção de células na borda dos átrios e da veia cava chamada de nó sinoatrial. As células cardíacas exibem automaticidade, que é a capacidade de gerar atividade elétrica independente da estimulação externa. Como resultado, as células do nó geram espontaneamente atividade elétrica que é subsequentemente conduzida por todo o coração, resultando em uma frequência cardíaca regular.
Na ausência de qualquer estímulo externo, a estimulação sinoatrial contribui para manter a freqüência cardíaca na faixa de 60-100 batimentos por minuto (bpm). Ao mesmo tempo, os dois ramos do sistema nervoso autônomo atuam de forma complementar, aumentando ou diminuindo a frequência cardíaca. Nesse contexto, o nervo vago atua no nó sinoatrial, retardando sua condução, modulando ativamente o tônus vagal de acordo. Essa modulação é mediada pelo neurotransmissor acetilcolina e alterações a jusante das correntes iônicas e do cálcio das células cardíacas.
O nervo vago desempenha um papel crucial na regulação da frequência cardíaca modulando a resposta do nó sinoatrial; o tônus vagal pode ser quantificado investigando a modulação da frequência cardíaca induzida por alterações do tônus vagal. Como uma consideração geral, o tônus vagal aumentado (e, portanto, a ação vagal) está associado a uma frequência cardíaca diminuída e mais variável. O principal mecanismo pelo qual o sistema nervoso parassimpático atua no controle vascular e cardíaco é a chamada arritmia sinusal respiratória. Essa arritmia é descrita como a flutuação fisiológica e rítmica da frequência cardíaca na frequência respiratória, caracterizada pelo aumento da frequência cardíaca durante a inspiração e diminuição durante a expiração.

### Atividade sexual
Outro papel que o sistema nervoso parassimpático desempenha é na atividade sexual. No aparelho reprodutor masculino, os nervos cavernosos do plexo prostático estimulam os músculos lisos nas trabéculas fibrosas das artérias helicoidais do pênis para relaxar e permitir que o sangue preencha os dois corpos cavernosos e o corpo esponjoso do pênis, tornando-o rígido para se preparar para o sexo atividade. Após a emissão da ejaculação, os nervos simpáticos participam e causam o peristaltismo do ducto deferente e o fechamento do esfíncter uretral interno para evitar que o sêmen entre na bexiga. Ao mesmo tempo, os nervos parassimpáticos causam peristaltismo do músculo uretral e o nervo pudendo causa a contração do músculo bulboesponjoso (músculos esqueléticos não são via nervos parassimpáticos), para emitir o sêmen à força. Durante a remissão, o pênis fica flácido novamente. No aparelho reprodutor feminino há tecido erétil análogo ao masculino, porém menos substancial, que desempenha um grande papel na estimulação sexual. Os nervos parassimpáticos causam liberação de secreções lubrificantes que diminuem o atrito. Também, os nervos parassimpáticos inervam as trompas de falópio, o que ajuda nas contrações peristálticas e na movimentação do ovócito para o útero para implantação. As secreções do trato genital feminino auxiliam na migração do esperma. O sistema nervoso parassimpático (e o simpático, mas em menor grau) desempenha um papel significativo na reprodução.

### Receptores
O sistema nervoso parassimpático usa principalmente acetilcolina (ACh) como seu neurotransmissor, embora peptídeos (como a colecistocinina) possam ser usados. A ACh atua sobre dois tipos de receptores, os receptores colinérgicos muscarínicos e nicotínicos. A maioria das transmissões ocorre em dois estágios: Quando estimulado, o neurônio pré-ganglionar libera ACh no gânglio, que atua nos receptores nicotínicos dos neurônios pós-ganglionares. O neurônio pós-ganglionar então libera ACh para estimular os receptores muscarínicos do órgão-alvo.

#### Tipos de receptores muscarínicos
Os cinco principais tipos de receptores muscarínicos:
- Os receptores muscarínicos M1 (CHRM1) estão localizados no sistema neural.

- Os receptores muscarínicos M2 (CHRM2) estão localizados no coração e atuam para trazer o coração de volta ao normal após as ações do sistema nervoso simpático: desacelerando a frequência cardíaca, reduzindo as forças contráteis do músculo cardíaco atrial e reduzindo a velocidade de condução do nó sinoatrial e nó atrioventricular. Eles têm um efeito mínimo sobre as forças contráteis do músculo ventricular devido à inervação esparsa dos ventrículos do sistema nervoso parassimpático.

- Os receptores muscarínicos M3 (CHRM3) estão localizados em vários locais do corpo, como nas células endoteliais dos vasos sanguíneos, bem como nos pulmões, causando broncoconstrição. O efeito líquido dos receptores M3 inervados nos vasos sanguíneos é a vasodilatação, pois a acetilcolina faz com que as células endoteliais produzam óxido nítrico, que se difunde para o músculo liso e resulta em vasodilatação. Eles também estão na musculatura lisa do trato gastrointestinal, o que ajuda no aumento da motilidade intestinal e na dilatação dos esfíncteres. Os receptores M3 também estão localizados em muitas glândulas que ajudam a estimular a secreção nas glândulas salivares e em outras glândulas do corpo. Eles também estão localizados no músculo detrusor e no urotélio da bexiga, causando contração[9].

- Os receptores muscarínicos M4: nervos colinérgicos pós-ganglionares, possíveis efeitos no sistema nervoso central;

- Os receptores muscarínicos M5: Possíveis efeitos no sistema nervoso central.

#### Tipos de receptores nicotínicos
Em vertebrados, os receptores nicotínicos são amplamente classificados em dois subtipos com base em seus locais primários de expressão: receptores nicotínicos do tipo muscular (N1) principalmente para neurônios motores somáticos; e receptores nicotínicos do tipo neuronal (N2) principalmente para o sistema nervoso autônomo.

### Relação com sistema nervoso simpático
As divisões simpática e parassimpática geralmente funcionam em oposição uma à outra. A divisão simpática normalmente funciona em ações que requerem respostas rápidas. A divisão parassimpática funciona com ações que não requerem reação imediata. Um mnemônico útil para resumir as funções do sistema nervoso parassimpático é SSLUDD (excitação Sexual, Salivação, Lacrimejamento, micção (Urina), Digestão e Defecação) ou DUBLEDS (Digestão, micção (Urina), Bradicardia, Lacrimejamento, Excitação sexual, Defecação e Salivação).

### Relação com crises epilépticas
Alguns dados clínicos sugerem o envolvimento do sistema nervoso parassimpático durante as crises epilépticas, evidenciado por bradicardia sinusal, a qual pode ser consequência da apneia registrada durante as crises.

## Problemas associados a alterações no sistema nervoso parassimpático
- Defeitos no controle dos esfíncteres e motilidade da bexiga e reto[12].

## Exemplo
Se um indivíduo vê um carro vindo em sua direção, ele fica nervoso (pronto para agir) devido à ação do sistema nervoso simpático. Após o indivíduo ter conseguido escapar ileso ao acidente, por via da acetilcolina dar-se-á inicio ao processo de regressão ao estado inicial de todas as alterações desencadeadas pelo sistema nervoso parassimpático: as descargas eletroquímicas de acetilcolina farão com que os sistemas voltem a um estado de equilíbrio no seu funcionamento habitual (homeostático), fazendo por exemplo com que a frequência cardíaca, a circulação sanguínea e a expressão facial voltem ao normal.